# 2446 Lunacharsky
2446 Lunacharsky este un asteroid din centura principală, descoperit pe 14 octombrie 1971, de Liudmila Cernîh.